# 慶應義塾大学広告学研究会レイプ事件
慶應義塾大学広告学研究会レイプ事件（けいおうぎじゅくだいがくこうこくがくけんきゅうかいレイプじけん）は、2016年に慶應義塾大学広告学研究会（解散済み）に所属する複数の男子大学生によって起こされた性犯罪事件である。

## 概要

### 事件発生まで
2016年8月下旬、被害者となる女子学生の元に広告学研究会部員から海の家の片付けを手伝ってほしいという連絡が届く。この女子学生は広告学研究会に所属しているという認識は無く会費も払っていなかったものの、入学直後の新入生歓迎会には参加しており互いの連絡先は知っていた。その時にこれまでの出席義務のあるイベントに参加していなかったから片付けには参加してほしいと頼まれたことから、葉山町の海の家の片付けの手伝いに向かうこととなった。
9月2日に被害者となる女子学生は男子学生2人との3人で葉山町の海の家の片付けに向かう。現地では他の男子学生3人と合流する。この時まで女子学生は女性が自分1人だけであることを知っていなかった。

### 事件の経緯
現地で合流したメンバーは夕食をとるために海の家近くの合宿所に向かい、それから事件が発生する。午後8時ごろに合宿所の2階で飲み会が行われ、被害者は未成年だったもののテキーラの飲酒を強要され、連続で5杯飲まされるなどして、全部で10杯ほど飲まされた。そこから酩酊状態となり服を脱がされ暴行され、尿をかけられ、その際の動画を撮影された。
犯行の現場には5人の男子学生がいた。1階の別の部屋には1人の大学生がいたが事件には関わっていなかった。翌日に被害女性は合宿所から抜け出し救急搬送された。被害女性がこの事を母親に告げたため明らかとなった。

### 事件後
10月4日に広告学研究会は慶應義塾大学から解散命令を下される。そして同年の「ミス慶応コンテスト」は広告学研究会が主催していたことから中止となる。慶應義塾大学は未成年に飲酒をさせていたことを理由として広告学研究会を解散させていた。
11月3日に慶應義塾大学はサークル活動中に性行為をしてその動画を撮影するという気品を損ねる行為をしたことから、広告学研究会に所属していた3人の学生に無期停学処分を下し、1人には譴責処分を下した。
2017年8月8日、神奈川県警捜査一課と葉山警察署は広告学研究会に所属していた男子学生6人を集団準強姦の疑いで書類送検した。
2017年11月28日、横浜地検は書類送検した男子学生6人を不起訴処分とした。